# Georg Singer (Politiker)
Georg Singer (* 31. Mai 1898; † 25. April 1942 in Lublin) war ein deutscher Journalist, KPD-Politiker und Widerstandskämpfer gegen das NS-System.

## Leben
Singer, Sohn jüdischer Eltern, lebte in Magdeburg in der Blauebeilstraße in der Magdeburger Altstadt. Er wurde früh Mitglied der KPD und arbeitete als Redakteur bei der Tribüne, einer Tageszeitung dieser Partei. Er trat sowohl vor als auch nach der Machtergreifung der Nationalsozialisten im Jahr 1933 als Referent in Parteiveranstaltungen der KPD und als Redner bei Demonstrationen auf.
Aufgrund seiner jüdischen Herkunft wurde er verhaftet und 1941 oder 1942 zunächst im KZ Sachsenhausen, später im KZ Lublin inhaftiert. Hier starb er am 25. April 1942.
In der Stadt Magdeburg wurde ihm zu Ehren eine Straße (Georg-Singer-Straße) benannt.